# دبور قاتل الزيز
دبور قاتل الزيز (الاسم العلمي:  Sphecius)، جنس حشرات مفترسة من فصيلة الزنابير الرملية. مساكنها كبيرة، ووحيدة، أرضية. سُمي بقاتل الزيز بسبب اصطياده لتلك الحشرة. يضم 21 نوعًا منتشرة في جميع أنحاء العالم. يزداد التنوع في مناطق شمال أفريقيا وآسيا الوسطى.